# Луї Оттен
Луї «Лу» Оттен (нід. Louis «Lou» Otten, 5 листопада 1883, Рейсвейк — 7 листопада 1946, Гаага) — нідерландський футболіст і лікар .

## Клубна кар'єра
Оттен виступав на позиції захисника за «Квік Ден Гаг» . У 1902 році став гравцем цієї команди. Починав як воротар у четвертій команді і дебютував у першій у 1905 році як лівий півзахисник. Невдовзі став основним лівим захисником. З командою з Гааги став чемпіоном країни в 1908 році. Через перебування в голландській Ост-Індії Оттен пропустив сезон 1911/12. Після повернення в середині 1912 року він знову грав регулярно в сезонах 1912/13 і 1913/14. В тому ж році знову перебрався до Голландської Ост-Індії. Після повернення зіграв ряд кілька матчів у 1922/23. Його останній матч відбувся 24 березня 1923 року в Бреді, де «Квік Ден Гаг» зіграв унічию 2:2 проти НАК. Оттену тоді було 39 років.

## Кар'єра в збірній
В 1907—1911 роках зіграв дванадцять матчів за збірну Нідерландів з футболу, чотири рази як капітан. Представляв Нідерланди на літніх Олімпійських іграх 1908 року, вигравши бронзову медаль. Нідерланди без боротьби вийшли у півфінал. Там команда зазнала поразки від майбутніх олімпійських чемпіонів — Великої Британії, яку представляла Аматорська збірна Англії. Бронзові медалі команда здобула завдяки перемозі над Швецією з рахунком 2:0.

## Титули і досягнення
- Бронзовий призер Олімпійських ігор (1):

Нідерланди: 1908
- Чемпіон Нідерландів (1):

«Квік Ден Гаг»: 1908

## Особисте життя
Оттен був одружений з доктором Марією Якоміна ван Штокум (1885—1940), донькою гаазького книготорговця Каспара Марінуса ван Стокума (1854—1949). Під час Другої світової війни Оттен був ув'язнений в японському таборі. Після війни він повернувся до Нідерландів, де й помер у 1946 році.

## Лікарська освіта
Після початкової школи Оттен продовжив освіту з 1896 року в гімназії в Гаазі. Успішно склав вступний іспит до другого класу, другого відділення гімназії в Делфті. 27 червня 1902 року Оттен склав гімназійний іспит.
Після гімназії Оттен почав вивчати медицину в Лейденському університеті. У 1906 році здобув ступінь бакалавра. Через два роки у 1908 році Оттен закінчив навчання. 14 вересня 1909 року Оттен був призначений асистентом професора Ван Калькара з відділення бактеріології та гігієни Академічної лікарні в Лейдені. 27 травня 1911 року Оттен вирушив з СС «Oranje» з Амстердама до Батавії для польових досліджень на Яві. 11 липня 1912 року він знову вирушив із Батавії до Нідерландів разом із есалоном СС «Рембрандт». Після повернення Оттен працював в Амстердамському університеті під керівництвом професора доктора Рудольфа Гендріка Солтета. 3 грудня 1913 року отримав ступінь доктора медицини.

## Робота в Голландській Ост-Індії
1 травня 1914 року Оттен був з честю звільнений з посади помічника Солтета в лабораторії наук в Амстердамі, після чого він відплив до Голландської Ост-Індії щоб продовжити там свою кар'єру в сфері боротьби зі збудниками хвороб. На початку 1930-х років він розробив, серед іншого, вакцину проти бубонної чуми. Вперше застосував цю вакцину на Яві в 1934 році. Його вакцина врятувала багато життів.

## Нагороди
- 27 серпня 1921 — кавалер ордена Нідерландського лева[20].
- 22 серпня 1936 — командор ордена Оранж-Нассау[21][22].
- 24 червня 1936 — почесний доктор медицини Утрехтського університету[23].
- 13 вересня 1938 — Золота медаль [Ювілейного фонду королеви Вільгельміни[24].

## Статистика

### Статистика виступів за збірну
| Дата       | Місто      | Господарі       | Результат | Гості            | Турнір               | Голи | Примітки                 |
| ---------- | ---------- | --------------- | --------- | ---------------- | -------------------- | ---- | ------------------------ |
| 21-12-1907 | Дарлінгтон | Англія          | 12 – 2    | Нідерланди       | товариський матч     | -    | Аматорська збірна Англії |
| 26-4-1908  | Роттердам  | Нідерланди      | 3 – 1     | Бельгія          | товариський матч     | -    |                          |
| 22-10-1908 | Лондон     | Велика Британія | 4 – 0     | Нідерланди       | ОІ 1908 - 1/2 фіналу | -    |                          |
| 23-10-1908 | Лондон     | Нідерланди      | 2 – 0     | Швеція           | ОІ 1908 - За 3 місце | -    |                          |
| 12-4-1909  | Амстердам  | Нідерланди      | 0 – 4     | Англія           | товариський матч     | -    | Аматорська збірна Англії |
| 25-4-1909  | Роттердам  | Нідерланди      | 4 – 1     | Бельгія          | товариський матч     | -    |                          |
| 13-3-1910  | Антверпен  | Бельгія         | 3 – 2     | Нідерланди       | товариський матч     | -    |                          |
| 10-4-1910  | Гарлем     | Нідерланди      | 7 – 0     | Бельгія          | товариський матч     | -    |                          |
| 24-4-1910  | Арнем      | Нідерланди      | 4 – 2     | Німецька імперія | товариський матч     | -    |                          |
| 19-3-1911  | Антверпен  | Бельгія         | 1 – 5     | Нідерланди       | товариський матч     | -    |                          |
| 2-4-1911   | Дордрехт   | Нідерланди      | 3 – 1     | Бельгія          | товариський матч     | -    |                          |
| 17-4-1911  | Амстердам  | Нідерланди      | 0 – 1     | Англія           | товариський матч     | -    | Аматорська збірна Англії |
| Усього     |            | Матчів          | 12        |                  | Голів                | 0    |                          |